# Velje Polje (Višegrad, BiH)
Velje Polje je naseljeno mjesto u općini Višegrad, Republika Srpska, BiH.

## Stanovništvo
Nacionalni sastav stanovništva 1991. godine, bio je sljedeći:
| Narod  | Broj stanovnika |
| ------ | --------------- |
| Srbi   | 47              |
|        |                 |
| Ukupno | 47              |